# Ischnocolus tunetanus
Ischnocolus tunetanus là một loài nhện trong họ Theraphosidae.
Loài này thuộc chi Ischnocolus. Ischnocolus tunetanus được miêu tả năm 1880 bởi Pavesi.